# Saint George (estación del Ferrocarril Staten Island)
Saint George es una estación de trenes del Ferrocarril Staten Island en el barrio de Saint George (Staten Island), Nueva York. Localizada en el edificio la Terminal del Ferry de Staten Island en el nivel inferior, es la terminal del extremo norte de la línea principal. También es una de las estaciones que requieren de un cobro de US$2.00 por entrar y salir.
Esta estación fue construida con los estándares de accesibilidad para incapacitados ADA.
Esta estación es de corte abierto con cuatro terminales de autobuses y un estacionamiento en el segundo nivel. La estación tiene cinco plataformas en funcionamiento y 10 vías, numeradas desde el 1 al 10 desde el este al oeste. También hay seis plataformas al oeste que es una acera hacia el estacionamiento municipal en Richmond Terrace, y hacia Richmond County Bank Ballpark, una de los dos puntos de acceso de esta estación.  El área del entrepiso tiene áreas separadas para cobros de boletos, en el este para los pasajeros que ingresan a la estación y en el oeste para los pasajeros salientes. Los kioskos de cobro y las máquinas del MetroCard están localizadas en ambos lados. Justo al lado de las plataformas están los indicadores antiguos a la izquierda y a la derecha cada entrada de las plataformas, que corresponden a cada una de las vías salientes. En los letreros electrónicos hay luces verdes que son mostrados para cuando los trenes arriben a la estación y cuando salen de la estación.  Esta estaciona abrió originalmente sin nada en el segundo nivel,sin terminales de autobuses, sin rampas etc. Fue el sitio del incendio de  1949 que destruyó casi en su totalidad la terminal.

## Conexiones
- Staten Island Ferry hacia South Ferry, Manhattan
- Buses: S40, S42, S44, S46, S48, S51, S52, S61, S62, S66, S67, S74, S76, S78, S81, S84, S86, S90, S91, S92, S94, S96, and S98